# Kaysersberg Ammerschwihr BCA
El Kaysersberg Ammerschwihr BCA es un equipo de baloncesto francés con sede en la ciudad de Kaysersberg, que compite en la NM1, la tercera competición de su país. Disputa sus partidos en la Salle Théo-Faller.

## Posiciones en liga
- 2009 - (9-NM2)
- 2010 - (8-NM2)
- 2011 - (8-NM2)
- 2012 - (10-NM2)
- 2013 - (1-NM2)
- 2014 - (9-NM2)
- 2015 - (5-NM2)
- 2016 - (3-NM2)
- 2017 - (2-NM2)
- 2018 - (1-NM2)
- 2019 - (10-NM1)
- 2020 - (13-NM1)
- 2021 - (12-NM1)
- 2022 - (11-NM1)

## Palmarés
- CoCampeón Grupo D NM2 - 2013